# Eugenia coyolensis
Eugenia coyolensis är en myrtenväxtart som beskrevs av Paul Carpenter Standley. Eugenia coyolensis ingår i släktet Eugenia och familjen myrtenväxter. IUCN kategoriserar arten globalt som akut hotad.
Artens utbredningsområde är Honduras. Inga underarter finns listade i Catalogue of Life.